# Lutz Unterseher

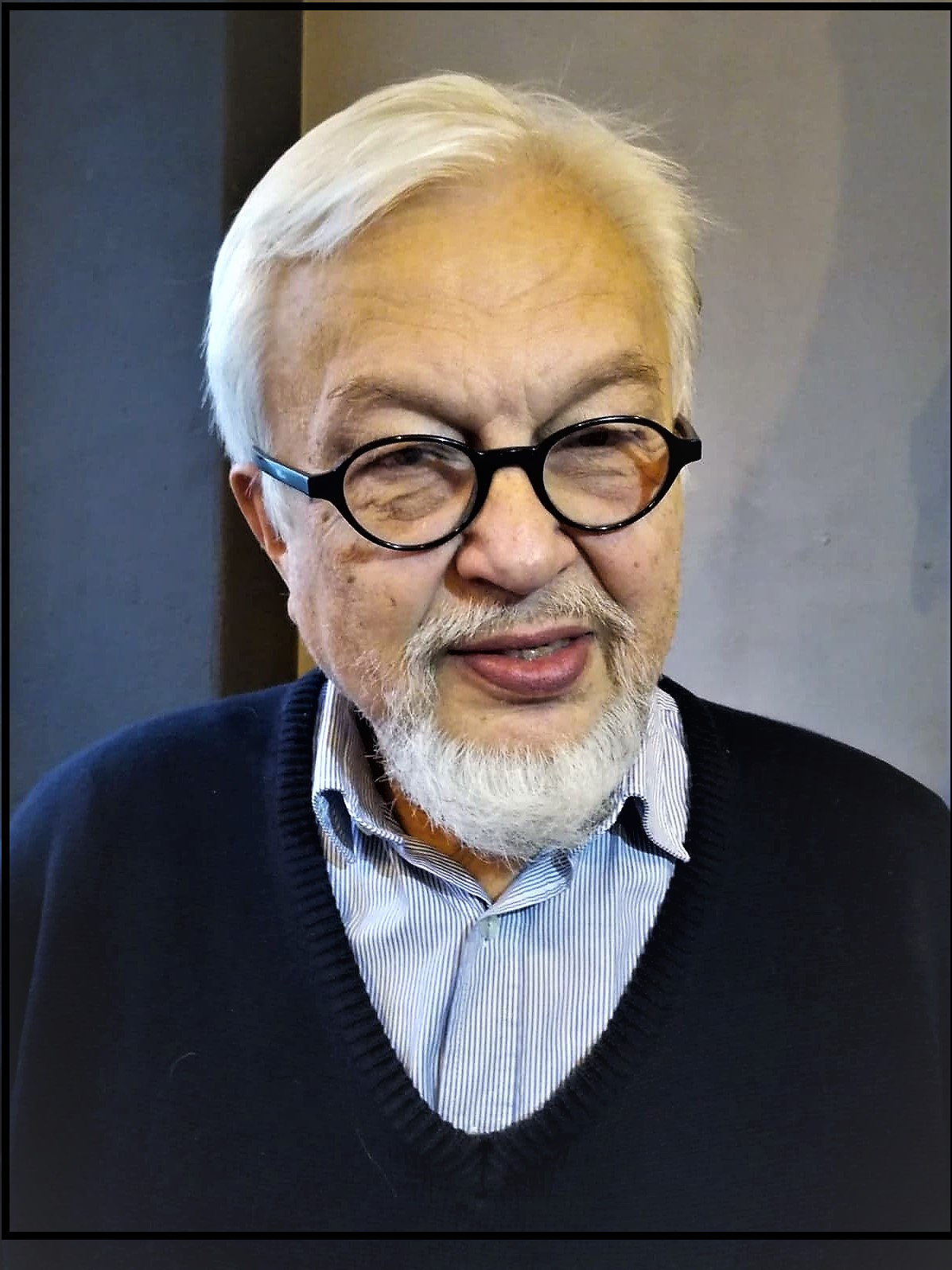
Lutz Unterseher, 2019

Lutz Unterseher (* 1942 in Greifswald) ist ein deutscher Soziologe, Autor militärpolitischer Bücher, sicherheitspolitischer Berater und Schriftsteller.

## Leben
Lutz Unterseher studierte von 1962 bis 1968 Soziologie und Jurisprudenz an der Universität Frankfurt am Main. Während dieser Zeit war er Mitglied im Sozialdemokratischen Hochschulbund (SHB) und 1963/64 Vorsitzender der Gruppe Frankfurt. Im Jahr 1964 wurde er zum Landesvorsitzendes des SHB in Hessen gewählt und hatte dieses Amt ein Jahr inne. 1968/69 war Unterseher Mitherausgeber der Studentenzeitung DISKUS. Im Studium spezialisierte er sich auf die Fachrichtungen Rechts- und Militärsoziologie. 
Die Diplomarbeit behandelte die juristische Dogmengeschichte des Arbeitsvertrages mit gesellschaftspolitischen Bezügen. Von 1968 bis 1971 war Unterseher Forschungsassistent am Institut für Sozialforschung, wo er ein Projekt betreute, das die Funktion der Gewerkschaften im Spätkapitalismus untersuchte. In dieser Zeit begann Unterseher mit seiner Dissertation, die ab 1971 mit einem Leistungsstipendium der hessischen Landesregierung unterstützt wurde. 1975 folgte die Promotion mit einer Studie über die soziale Funktion des Kollektiven Arbeitsrechts.
Unterseher veröffentlichte 1968 einen Beitrag in der Vierteljahresschrift Kritische Justiz.

### Hinwendung zur Sicherheitspolitik
Im Jahr 1980 gehörte Unterseher zu den Akteuren der Studiengruppe Alternative Sicherheitspolitik (SAS) und wurde deren Vorsitzender. Die Gruppe um verschiedene SPD-Politiker und Wissenschaftler übte Kritik an der deutschen Verteidigungsplanung, national und bündnisbezogen. Sie stellte Überlegungen zu Strukturalternativen zur Erhöhung der sicherheitspolitischer Stabilität an. Nach eigenen Angaben entwickelte die Gruppe das „Spinne-im-Netz“-Modell zur Verteidigungsplanung: einer systematischen Verknüpfung quasi-stationärer, dezentraler leichter Komponenten mit schweren Interventionskräften, die sich durch die Synergie beider Komponenten verkleinern und an den zu verteidigenden Raum binden lassen (confidence-building defense). Das Konzept sieht eine Übertragung des terrestrischen Ansatzes auch auf Luft und See vor.
1983 bis 1991 war Unterseher beratendes Mitglied der Kommission Sicherheitspolitik beim SPD-Parteivorstand und einer der Wortführer der Unilateralisten („selbständige Schritte zur Abrüstung“) gegen die Bilateralisten um Egon Bahr. 1984 trat er als Sachverständiger vor dem Verteidigungsausschuss des Bundestages zum Thema „Alternative Strategien“ auf. Von 1983 bis 1991 und von 1998 bis 2006 war er sicherheitspolitischer Berater von SPD-Bundestagsabgeordneten.
1998 habilitierte er an der Universität Münster mit einer politikwissenschaftlichen Studie über die Umsetzung des Kategorischen Imperativs in die Verteidigungsplanung.
Im Jahr zog Unterseher nach Berlin um und war von 2001 bis 2007 Partner im Sozialforschungsinstitut UP/Team (Unterseher/Palm) mit den Forschungsgebieten Schulungsbedarf von Personal- und Betriebsräten, Baustoffverwendung und Umweltschutz sowie Resonanz von öffentlichen Aufklärungskampagnen.
Zwischen 1988 und 2017 hatte Unterseher Lehraufträge an deutschen Universitäten (Konstanz, Münster, Oldenburg und Osnabrück) zu sicherheitspolitischen und kultursoziologischen Themen. Hinzu kamen Vorträge an Militärakademien auch außerhalb Deutschlands. Vor dem Hintergrund des russischen Überfalls auf die Ukraine seit 2022 nahm er frühere Arbeiten zur Panzerkriegführung in seinem Buch Über Panzer wieder auf. Zum breiten Diskurs über die Ursachen dieses Krieges veröffentlichte auch Unterseher 2023 zwei kurze Bände mit dem Titeln Russland und die Ukraine. Krieg mit Ansage (140 Seiten bei LIT) sowie im gleichen Jahr Krieg in der Ukraine. Hintergründe und Abgründe (49 Seiten bei Springer VS Wiesbaden). Darauf aufbauend skizzierte Unterseher die seiner Auffassung nach künftige Verteidigung der Ukraine.

## Werke (Auswahl)

### Bücher zur Sicherheitspolitik und Militärgeschichte
- Trump: Die ersten 100 Tage. Springer Fachmedien, Wiesbaden 2025, ISBN 978-3-658-48654-9.
- Gelegenheit macht Kriege: Sonden im Militär. Springer Fachmedien, Wiesbaden 2024, ISBN 978-3-658-45637-5.
- Über Panzer. Historisch-Kritisch-Aktuell (= Reihe Militärgeschichte, Band 15). LIT Verlag, Berlin 2023, ISBN 978-3-643-25112-1. Rezension durch den Leiter des Panzermuseums Munster Ralf Raths.
- Krieg in der Ukraine. Hintergründe und Abgründe. 49 Seiten. Springer VS Wiesbaden 2023, ISBN 978-3-658-42070-3
- als (Hrsg.): Russland und die Ukraine. Krieg mit Ansage. LIT Verlag, Berlin 2023, ISBN 978-3-643-25093-3.
- Der Erste Weltkrieg: Trauma des 20. Jahrhunderts. 119 Seite. Springer, Wiesbaden 2014, ISBN 978-3-658-05043-6.
- Lutz Unterseher: Tiefschläge; Dem Feind in den weichen Unterleib: Zur Kritik militärischer Bedrohung gegnerischen Hinterlandes. 144 Seiten. LIT Verlag, Berlin 2013, ISBN 978-3-643-12113-4.
- Frieden schaffen mit anderen Waffen? Alternativen zum militärischen Muskelspiel. VS Verlag für Sozialwissenschaften, Wiesbaden 2011, ISBN 978-3-531-17951-3.
- mit Volker Kröning, Günter Verheugen: Hegemonie oder Stabilität: Alternativen zur Militarisierung der Politik. Edition Temmen, Bremen 2002, ISBN 3-86108-368-X.
- Defensive ohne Alternative: Kategorischer Imperativ und militärische Macht. Deutscher Universitätsverlag. 356 Seiten. Wiesbaden 1999, ISBN 3-8244-4351-1.
- mit Volker Kröning, Günter Verheugen (Hrsg.): Defensive und Intervention: Die Zukunft vertrauensbildender Verteidigung. Edition Temmen, Bremen 1998, ISBN 3-86108-730-8.
- Das Dilemma militärischer Sicherheit: Kritische Berichte aus drei Jahrzehnten. Springer Fachmedien, Wiesbaden 2014, ISBN 978-3-658-08006-8.
- Der Erste Weltkrieg. Springer Fachmedien, Wiesbaden 2014, ISBN 978-3-658-05229-4.
- Hitlers System oder die Zerstörung der Gesellschaft (= Geschichte. Bd. 2). LIT Verlag, Berlin 2015, ISBN 978-3-643-13656-5.
- Antifritz: Hommage an Prinz Heinrich von Preußen. LIT Verlag, Berlin 2015, ISBN 978-3-643-13151-5.
- Eisenbahn und Krieg: Theorie und Praxis von Friedrich Engels, Helmuth von Moltke, William Sherman. LIT Verlag, Berlin 2017, ISBN 978-3-643-13882-8.
- Über die konzeptionelle Armut deutscher Sozialdemokraten, Sicherheitspolitische und andere Perspektiven. LIT Verlag, Berlin 2017, ISBN 978-3-643-13800-2.
- Militärtheoretiker im Fadenkreuz: Liddell Hart und das Gewicht der Kritik. LIT Verlag, Berlin 2018, ISBN 978-3-643-14110-1.
- Sascha Lange, Lutz Unterseher: Kriege unserer Zeit: eine Typologie und der Brennpunkt Syrien. LIT Verlag, Berlin 2018, ISBN 978-3-643-14268-9.
- Gesichter des Krieges: Schlaglichter und Visionen. LIT Verlag, Berlin 2019, ISBN 978-3-643-14462-1.
- Krieg und Kriegsvermeidung: Theoretisch-praktische Schriften. Tectum, Baden-Baden 2019, ISBN 978-3-8288-4412-4.
- Militärmacht China. Auf dem Weg zur Hegemonie? Tectum, Baden-Baden 2020, ISBN 978-3-8288-4550-3.
- Carl Zuckmayer und Ernst Udet – Freundschaft als Missverständnis: Literaturgeschichte und Nationalsozialismus. LIT Verlag, Berlin 2021, ISBN 978-3-643-25033-9.
- Kopflose Rüstung – Waffentechnik im Dritten Reich. LIT Verlag, Berlin 2021, ISBN 978-3-643-25021-6.

### Belletristik
- mit Walter Rothschild: Schöne Geschichten. LIT Verlag, Berlin 2020, ISBN 978-3-643-25000-1.
- mit Werner Sollors: Fremd und Nah. Vignetten aus fünf Jahrzehnten. 88 Seiten. LIT Verlag, 2020. ISBN 978-3-643-14623-6.